# Chatham Borough
Chatham Borough est une localité américaine située dans le comté de Morris, au New Jersey.

## Personnalité
- Aaron Montgomery Ward (1843-1913), homme d'affaires, y est né.